# Динамо (Ческе Будейовице)
Динамо (Ческе Будейовице) (на чешки: Sportovní klub Dynamo České Budějovice, a.s.) или просто Бохемианс е чешки футболен клуб от град Ческе Будейовице. Създаден през 1905 г. в Австро-Унгария. Домакинските си срещи играе на стадион „Стршелецки остров“ с капацитет 6 681 места.
Състезава се в Първа лига – висшата дивизия на Чехия.

## Предишни имена[2]
| Години      | Име                                                                                              |
| ----------- | ------------------------------------------------------------------------------------------------ |
| 1899 – 1903 | СК „Ческе Будейовице“ Sportovní kroužek České Budějovice                                         |
| 1903 – 1905 | СК „Славия Ческе Будейовице“ Sportovní klub Slavia České Budějovice                              |
| 1905 – 1949 | СК „Ческе Будейовице“ Sportovní klub České Budějovice                                            |
| 1945 – 1951 | ТЙ „Сокол ИЧЕ Ческе Будейовице“ Tělovýchovná jednota Sokol Jihočeské elektrárny České Budějovice |
| 1951 – 1953 | ТЙ „Славия Ческе Будейовице“ Tělovýchovná jednota Slavia České Budějovice                        |
| 1953 – 1958 | ДСО „Динамо Ческе Будейовице“ Dobrovolná sportovní organizace Dynamo České Budějovice            |
| 1958 – 1991 | ТЙ „Динамо Ческе Будейовице“ Tělovýchovná jednota Dynamo České Budějovice                        |
| 1991 – 1992 | СК „Динамо Ческе Будейовице“ Sportovní klub Dynamo České Budějovice                              |
| 1992 – 1999 | СК „Ческе Будейовице ИЧЕ“ Sportovní klub České Budějovice Jihočeská energetická, a.s.            |
| 1999 – 2004 | СК „Ческе Будейовице“ Sportovní klub České Budějovice, a.s.                                      |
| 2004 –      | СК „Динамо Ческе Будейовице“ Sportovní klub Dynamo České Budějovice, a.s.                        |

## Отличия
в  Чехия: (1993 –)
- Гамбринус лига:
  - 6-о място (2): 1993/94, 1996/97
- Купа на Чехия:
  -  1/2 финалист (2): 2002/03, 2006/07
- Втора лига:
  -  Шампион (3): 2001/02, 2013/14, 2018/19

в  Бохемия и Моравия: (1939 – 1944)
- Чешка селска дивизия-запад: (2 ниво)
  -  Шампион (1): 1939/40